# Зграда владичиног конака у Шапцу
Зграда владичиног конака у Шапцу, у улици Масарикова бр. 18, саграђена 1854. године, представља један од најрепрезентативнијих објеката у граду. Као непокретно културно добро има статус споменика културе од великог значаја.
Зграда је наменски грађена за потребе Шабачко-ваљевске епархије Српске Православне цркве, коју је саградио Јарослав Часни. Спратно здање је под јаким утицајем војвођанског академизма. Дужи низ година објекат је служио својој првобитној намени, да би крајем 19. века зграду користила шабачка гимназија.
Између два рата у згради је поново седиште епархије, да би 1954. године грађевини дата садашња намена, усељена је Библиотека шабачка. Спратно здање је подигнуто под јаким утицајем војвођанског академизма.